# T検定
t検定（ティーけんてい）とは、帰無仮説が正しいと仮定した場合に、統計量がt分布に従うことを利用する統計学的検定法の総称である。母集団が正規分布に従うと仮定するパラメトリック検定法であり、t分布が直接、もとの平均や標準偏差にはよらない（ただし自由度による）ことを利用している。2組の標本について平均に有意差があるかどうかの検定などに用いられる。統計的仮説検定の一つ。日本産業規格では、「検定統計量が，帰無仮説の下でt分布に従うことを仮定して行う統計的検定。」と定義している。
スチューデントのt検定（Student's t-test）とも呼ばれるが、これは統計学者のウィリアム・ゴセットが雇用者であるギネスビール社に本名使用を許されずStudent というペンネームで最初の論文を発表した（1908年）ためである。

## 種類
t検定は大きく次のように分けられる。
- 2つの母集団がいずれも正規分布に従うと仮定したうえでの、平均が等しいかどうかの検定。
  - 標本が対になっている、つまり1組の標本のメンバー各々と、もう1組の特定のメンバーとの間に特別な関係がある場合（例えば、同じ人に前後2回調査する場合、夫と妻とで比較する場合など）。
  - 標本が独立で、比較する2つの群の分散が等しいと仮定できる場合（等分散性の仮定）。
  - 標本が独立で、等分散性が仮定できない（異分散）場合。これは正確にはウェルチのt検定と呼ばれる。
- 正規分布に従う母集団の平均が、特定の値に等しいかどうかの検定。
- 回帰直線の勾配が0と有意に異なるかどうかの検定。

## 方法

### 一群のt検定
母集団の平均値μが特定の値である μ0と等しいかどうかの帰無仮説を検定する際に使用する。
{\displaystyle t={\frac {{\overline {x}}-\mu _{0}}{s/{\sqrt {n}}}},}
{\displaystyle {\overline {x}}}は標本平均でありsは 標本の標準偏差である。標本サイズはnであり、t検定における自由度はn − 1である。

### 回帰分析の係数
次のような回帰分析のモデルを考える。
{\displaystyle Y_{i}=\alpha +\beta x_{i}+\varepsilon _{i},}
xi, i = 1, ..., nは既存の説明変数であり、αとβは未知の係数である。そしてεiは独立に同一の正規分布に従った期待値0で未知の分散σ2であるランダムな誤差とする。Yi, i = 1, ..., nは観測値である。この際、βがある特定の値β0と等しいかどうかをテストしたい (多くの場合β0は 0である。何故なら、βが0であればxとyに相関性が無いと言う事になり、0以外の値であればxとyは相関しているということになる)。
{\displaystyle {\begin{aligned}{\widehat {\alpha }},{\widehat {\beta }}&={\text{least-squares estimators}},\\SE_{\widehat {\alpha }},SE_{\widehat {\beta }}&={\text{the standard errors of least-squares estimators}}.\end{aligned}}}
すると
{\displaystyle t_{\text{score}}={\frac {{\widehat {\beta }}-\beta _{0}}{SE_{\widehat {\beta }}}}}
帰無仮説が正しければ、この数値（t値という）は自由度がn − 2のt分布に従う。
{\displaystyle SE_{\widehat {\beta }}={\frac {\sqrt {{\frac {1}{n-2}}\sum _{i=1}^{n}(Y_{i}-{\widehat {y}}_{i})^{2}}}{\sqrt {\sum _{i=1}^{n}(x_{i}-{\overline {x}})^{2}}}}}
{\displaystyle {\begin{aligned}{\widehat {\varepsilon }}_{i}&=Y_{i}-{\widehat {y}}_{i}=Y_{i}-({\widehat {\alpha }}+{\widehat {\beta }}x_{i})={\text{residuals}}={\text{estimated errors}},\\{\text{SSE}}&=\sum _{i=1}^{n}{\widehat {\varepsilon }}_{i}^{\;2}={\text{sum of squares of residuals}}.\end{aligned}}}
すると{\displaystyle t_{\text{score}}} は
{\displaystyle t_{\text{score}}={\frac {({\widehat {\beta }}-\beta _{0}){\sqrt {n-2}}}{\sqrt {{\text{SSE}}/\sum _{i=1}^{n}\left(x_{i}-{\overline {x}}\right)^{2}}}}.}

### 独立二群の平均値の差の検定
一つ目の母集団の平均値μ1が2つ目の母集団の平均値μ2と等しいかどうかの帰無仮説を検定する際に使用する。言い換えるとμ1－μ2＝0かどうかの帰無仮説を検定する。

#### t検定を始める前に
実務的なデータ分析では、母集団が様々な前提を満たしているかどうかを調べるため、以下のような検定をt検定の前段階に行う場合がある。母集団が正規分布に従うかどうかは、コルモゴロフ-スミルノフ検定やシャピロ-ウィルク検定などの正規性検定によって判断することもできる。なお、F検定等により等分散性を検定し、その結果を踏まえてスチューデントのt検定またはウェルチのt検定を行う二段階の検定方法は、検定の多重性の問題が生じるため推奨されない。等分散性について考慮する必要のないウェルチのt検定を用いればよい（ウェルチのt検定は等分散性について頑健なので、事前に等分散性の検定を行う必要はない）。

#### 等分散の場合
比較する両群をX1, ..., XmおよびY1, ..., Yn（標本サイズはmおよびn）とする。両群から標本平均{\displaystyle {\overline {X}}}および{\displaystyle {\overline {Y}}}、ならびに不偏分散{\displaystyle U_{x}}および{\displaystyle U_{y}}を求める。両群を合わせた分散の推定値{\displaystyle U_{e}}を
{\displaystyle U_{e}={\frac {(m-1)U_{x}+(n-1)U_{y}}{m+n-2}}}
により算出する。
これから検定統計量t0 を
{\displaystyle t_{0}={\frac {|{\overline {X}}-{\overline {Y}}|}{\sqrt {U_{e}\left({\frac {1}{m}}+{\frac {1}{n}}\right)}}}}
により算出する。両群の平均が等しい場合には「統計量T は自由度ν = m + n – 2 のt分布に従う」ので、これを帰無仮説として両側検定を行う。このt分布における{\displaystyle t_{0}}の上側のp値を求め、有意水準αと比較する（あるいは数表で比較を行う）。p < α ならば帰無仮説は棄却され、「両群の平均には有意差がある」といえる。

#### 等分散が仮定できない場合（ウェルチのt検定）
前と同じ標本を対象とする。ウェルチのt検定は分散が等しい場合も等しくない場合も使用できる。
検定統計量t0 を
{\displaystyle t_{0}={\frac {|{\overline {X}}-{\overline {Y}}|}{\sqrt {{\frac {U_{x}}{m}}+{\frac {U_{y}}{n}}}}}}
により算出する。t分布の自由度νは、
{\displaystyle \nu ={\frac {({\frac {U_{x}}{m}}+{\frac {U_{y}}{n}})^{2}}{{\frac {U_{x}^{2}}{m^{2}(m-1)}}+{\frac {U_{y}^{2}}{n^{2}(n-1)}}}}}
であるが、これは整数になるとは限らないので、10未満の場合は小数自由度のt分布表を利用する。10以上ならば小数部を切り捨て整数部のみを使用してよい。

### 関連二組の差の平均値のt検定
n 対のデータがあるとし、対応する2変数をXi とYi 、両者の差をdi = Xi - Yi とする（i = 1, 2, ... , n）。di の平均を{\displaystyle {\overline {X}}_{D}}とする。差の母集団の平均値μdが特定の値である μ0と等しいかどうかの帰無仮説を検定する際に使用する。
検定統計量 t0 を
{\displaystyle t={\frac {{\overline {X}}_{D}-\mu _{0}}{s_{D}/{\sqrt {n}}}}.}
により算出する。t分布の自由度はν = n -1となる。

## t検定の代替手段
t検定は、母集団が正規分布をしており標本の分散がχ2 分布をしているという前提の下において、「完全に」正確な確率を計算することができる（ウェルチ検定では「ほぼ」正確な値を計算できる）。逆の言い方をすると、母集団が正規分布に従っていない場合は、標本平均はt値からは多かれ少なかれ乖離する。実務的に標本から母集団が正規分布をしているかどうかという事を判断する事は、色々な検定方法があるとは言うものの、非常に困難である。ただし、中心極限定理によると、母集団の分布が正規分布に従わない標本でさえも、標本サイズが大きくなればなるほど、標本平均は正規分布に近似していく。したがって、標本サイズが大きければ大きいほど、標準検定値である{\displaystyle {\frac {\bar {X}}{\frac {\sigma }{\sqrt {n}}}}}はZ値に近似することになる。このような基礎に基づくと、母集団が正規分布から完全に逸脱した分布に従っていて、標本サイズが十分に大きな場合（大学の初等の統計の教科書などではn > 30などと載っている場合があるが、もちろん多ければ多いほど良い）、Z検定で近似的な確率を計算できる。ただしt値は自由度が上がるとZ値に近似するため、計算上はt検定を用いてもほとんど大差ない結果を得られる（哲学的には異なるが）。それがt検定が頑強（robust）であると言われる所以である。

### ノンパラメトリック手法
t検定は母集団の正規分布を前提とするパラメトリック検定であるが、この条件が満たされず、さらに標本サイズが小さいと、t検定で近似することも困難となる。そういった場合にはノンパラメトリック検定を用いる方法がある。ノンパラメトリック検定は汎用性を重視し、効率性を犠牲にしているというものの、場合によっては検出力（1 − β）がt検定に比べて高い。ただし、例えば正規分布の場合、最善はパラメトリック検定のt検定であるが、ノンパラメトリック検定のウィルコクソンの符号順位検定を用いても、必要なデータ数は {\displaystyle \pi /3} = 約1.05 倍であり、5%程度多めに標本が必要なだけである。
- 標本が独立ならばマン・ホイットニーのU検定など
- 対になる標本ならばウィルコクソンの符号順位検定など

を用いることができる。ただしt検定やZ検定が母集団の平均値に注目して仮説を立てるのに対して、ノンパラメトリック検定ではランキング、中央値や分布などに注目して仮説を立てることに注意が必要。
t検定がマン・ホイットニーのU検定およびウィルコクソンの符号順位検定と比較して必要な標本数の比率。1未満はt検定の方が必要標本数が小さいことを意味する。
- 正規分布 - 0.9549
- 一様分布 - 1
- 両側指数分布 - 1.5
- ロジスティク分布 - 1.0966
- 指数分布 - 3
- 対数正規分布 - 7.3537
- ガンベル分布 - 1.2337
- 三角分布 - 0.8889
- この比率が最小となる分布 - 0.864

## ウィリアム・ゴセットの発見
1900年ごろのビールは、酵母の数が正確に計測できなかったために、味が不安定だったと言われる。
発酵タンクの数はとても少なかった（小標本であった）にもかかわらず、正規分布をつかって推定していたため、精度が悪かった。
ゴセットはそれまでのデータを調べ上げ、平均からの偏差を不偏標準誤差で割った単純な値（t値）が、確率分布（t分布）に従うことを発見した。